# Regierung de Smet de Naeyer II

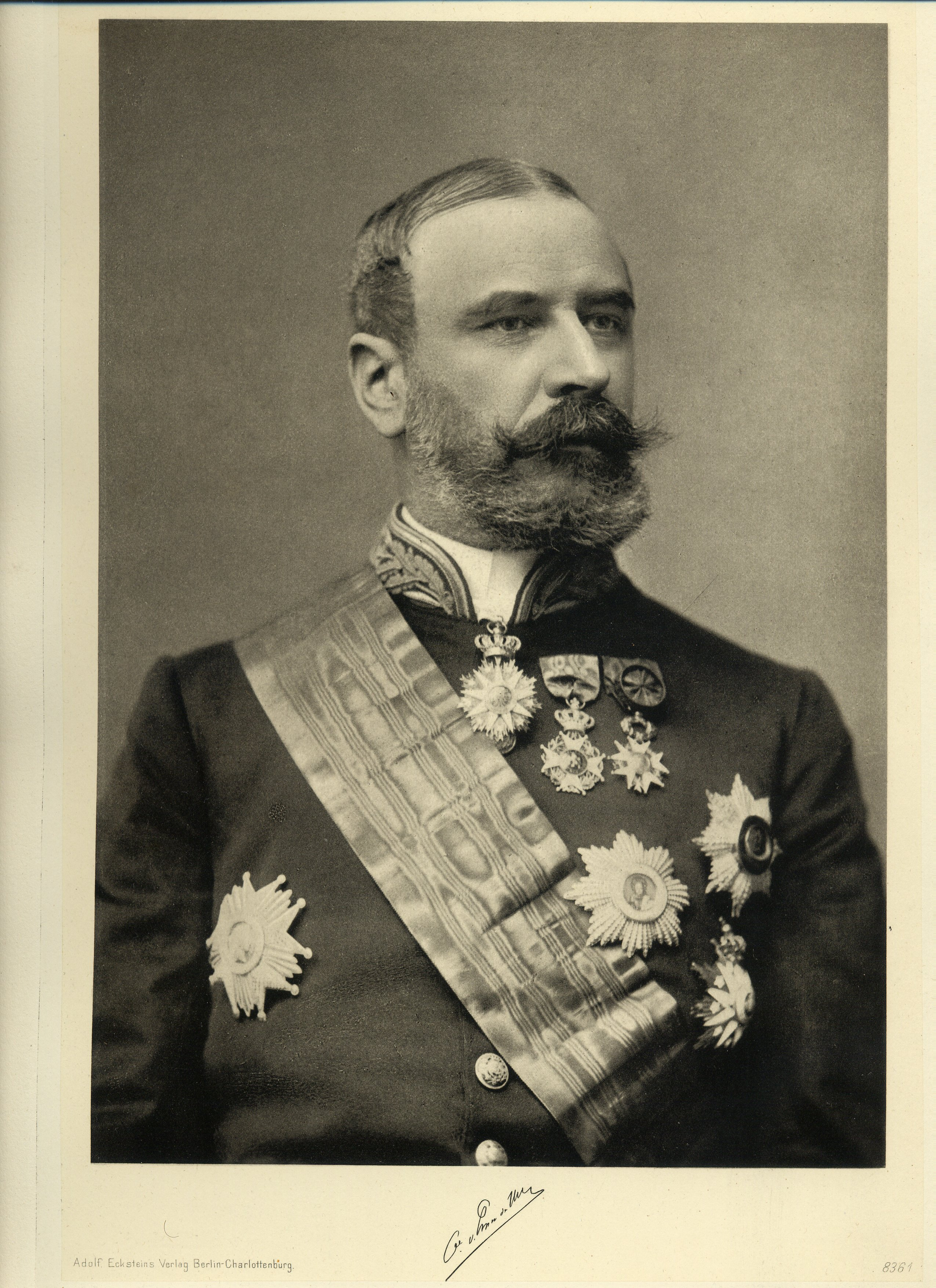
Premierminister Paul Comte de Smet de Naeyer.

Die Regierung de Smet de Naeyer II war die Regierung im Königreich Belgien vom 5. August 1899 bis zum 2. Mai 1907 unter Premierminister Paul de Smet de Naeyer, der bereits zwischen dem 25. Februar 1896 und dem 24. Januar 1899 Premierminister. Das Kabinett löste die Regierung Vandenpeereboom ab und bestand aus Ministern der Katholischen Partei sowie einem Parteilosen. Am 2. Mai 1907 wurde das Kabinett von der Regierung de Trooz abgelöst.
Am 17. Juli 1901 verzichtete die Abgeordnetenkammer auf eine Abstimmung über die Annektierung des afrikanischen Kongo-Freistaates, der sich seit 1885 im privaten Besitz von König Leopold II. befindet. Aufgrund persönlicher Intervention konnte der Monarch einzelne Abgeordnete davon abbringen, die Übernahme des Gebietes als Kolonie zu beantragen. Die Herrschaft Leopolds über den Kongo war durch brutale Gewalttaten gegenüber der einheimischen Bevölkerung und die Ausbeutung des Landes durch Zwangsmaßnahmen weltweit ins Zwielicht geraten. Am 10. April 1902 proklamierten die Sozialisten den Generalstreik für die Durchsetzung des allgemeinen Wahlrechts. Trotz bürgerlicher Mehrheiten lehnte die Regierung eine Änderung der Verfassung des Königreichs Belgien ab. Schon am ersten Tag des Ausstands kam es zu gewalttätigen Auseinandersetzungen zwischen Streikenden und der Polizei beziehungsweise Militär in Brüssel, die sich schnell auf andere Städte ausdehnten. Um weiteres Blutvergießen zu vermeiden, entschlossen sich die Sozialisten am 20. April 1902, den Generalstreik abzubrechen. Nachdem bis 1898 nur die französischsprachigen Gesetzestexte rechtsverbindlich waren und das Flämische daraufhin als offizielle Landessprache anerkannt wurde, kam es seit 1903 zu einem verstärkten Kampf um die Flamisierung der Universität Gent, das heißt, um die Abschaffung des Französischen als dortige Unterrichtssprache.

## Mitglieder des Kabinetts
Dem Kabinett gehörten folgende Personen an:
| Amt                                           | Amtsinhaber                                                    | Partei             | Beginn der Amtszeit                        | Ende der Amtszeit                       |
| --------------------------------------------- | -------------------------------------------------------------- | ------------------ | ------------------------------------------ | --------------------------------------- |
| Premierminister                               | Paul de Smet de Naeyer                                         | Katholische Partei | 5. August 1899                             | 2. Mai 1907                             |
| Außenminister                                 | Paul de Favereau                                               | Katholische Partei | 5. August 1899                             | 2. Mai 1907                             |
| Innenminister                                 | Jules de Trooz                                                 | Katholische Partei | 5. August 1899                             | 2. Mai 1907                             |
| Minister für Kunst und Wissenschaften         | Jules de Trooz                                                 | Katholische Partei | 5. August 1899                             | 2. Mai 1907                             |
| Justizminister                                | Jules Van den Heuvel                                           | Katholische Partei | 5. August 1899                             | 2. Mai 1907                             |
| Finanzminister                                | Paul de Smet de Naeyer                                         | Katholische Partei | 5. August 1899                             | 2. Mai 1907                             |
| Landwirtschaftsminister                       | Maurice van der Bruggen                                        | Katholische Partei | 5. August 1899                             | 2. Mai 1907                             |
| Minister der öffentlichen Arbeiten            | Paul de Smet de Naeyer                                         | Katholische Partei | 5. August 1899                             | 2. Mai 1907                             |
| Minister für Eisenbahnen, Post und Telegrafie | Julien Liebaert (kommissarisch) Julien Liebaert                | Katholische Partei | 5. August 1899 5. Mai 1900                 | 5. Mai 1900 2. Mai 1907                 |
| Minister für Industrie und Arbeit             | Julien Liebaert Arthur Surmont de Volsberghe Gustave Francotte | Katholische Partei | 5. August 1899 5. Mai 1900 19. August 1902 | 5. Mai 1900 19. August 1902 2. Mai 1907 |
| Kriegsminister                                | Alexandre Cousebandt d’Alkemade                                | Parteiloser        | 5. August 1899                             | 2. Mai 1907                             |

## Hintergrundliteratur
- Der Große Ploetz. Die Enzyklopädie der Weltgeschichte, Verlag Vandenhoeck & Ruprecht, 35. Auflage, 2008, ISBN 978-3-525-32008-2
- Das 20. Jahrhundert. Ein illustrierter Rückblick auf 100 Jahre Weltgeschehen, H+L Verlagsgesellschaft, 1999